# کالینگا
کالینگا (Kalinga) یکی از استان‌های کشور فیلیپین است. این استان بخشی از جزیرهٔ لوزون به شمار می‌رود.
مرکز این استان شهر تابوک است. جمعیت آن حدود یکصد و هفتاد و چهار هزار نفر است. مساحت این استان سه هزار و صد کیلومتر مربع است .

## نگارخانه

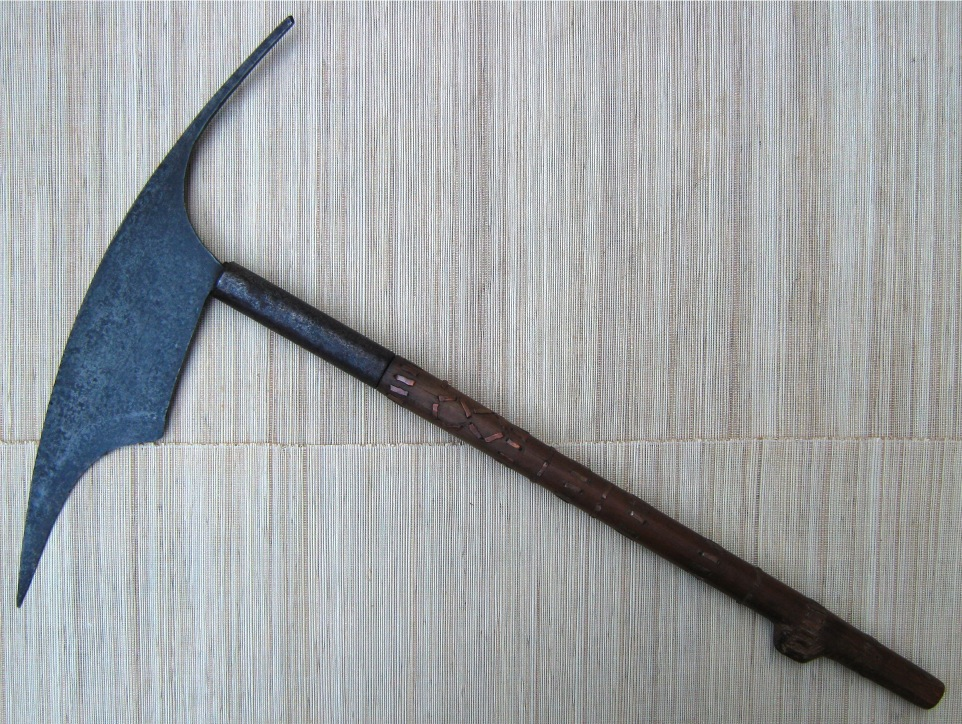
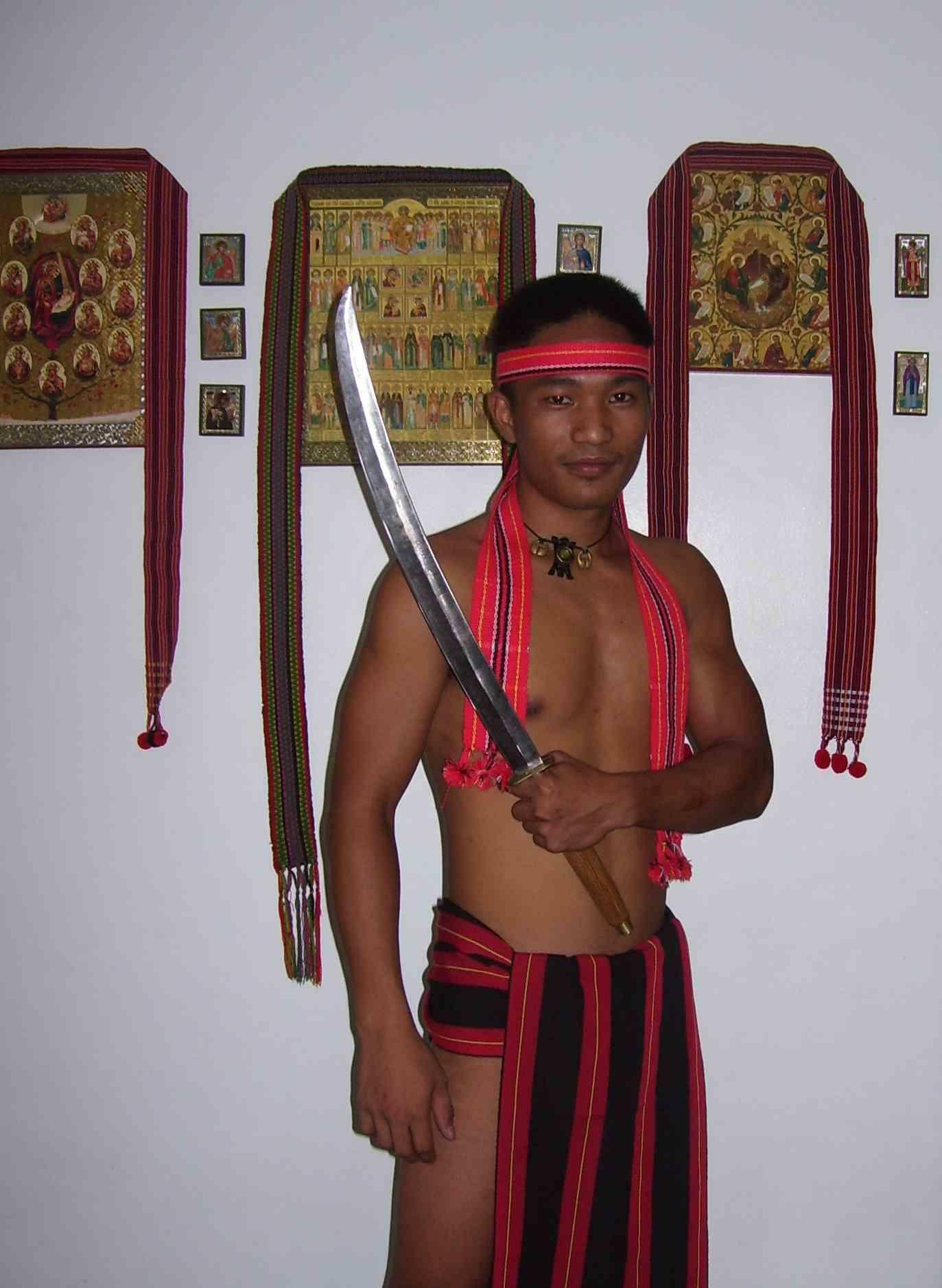
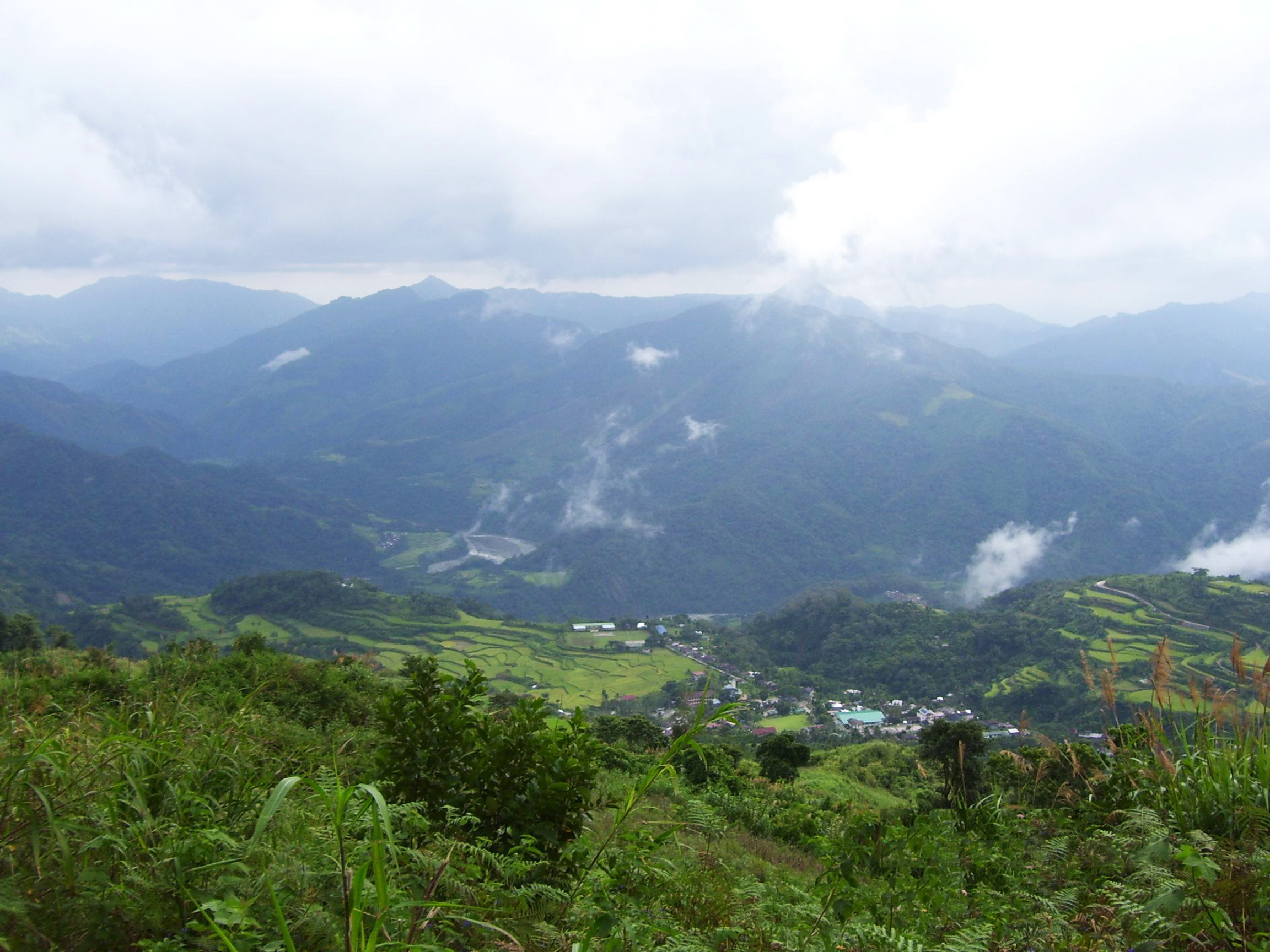
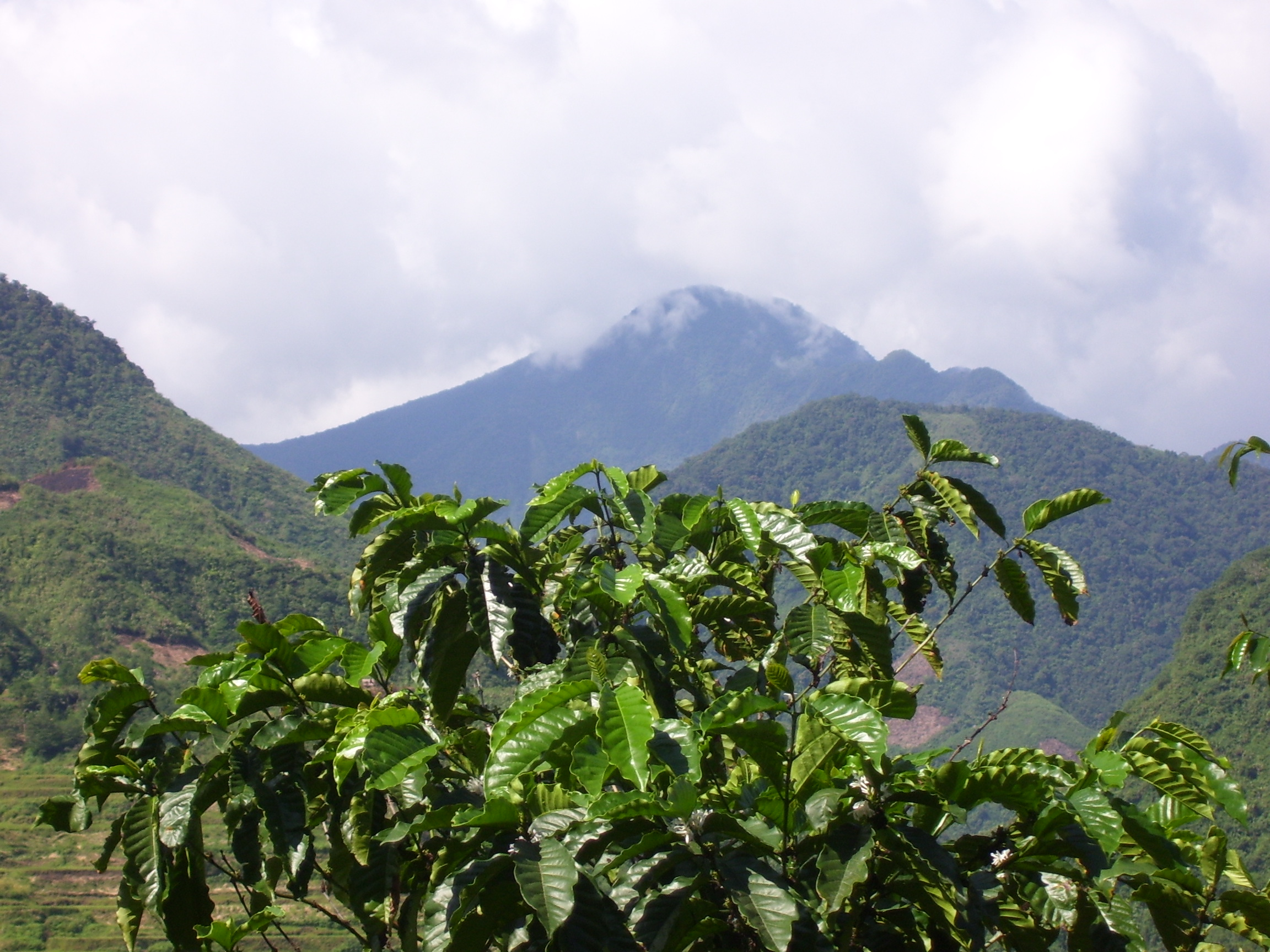
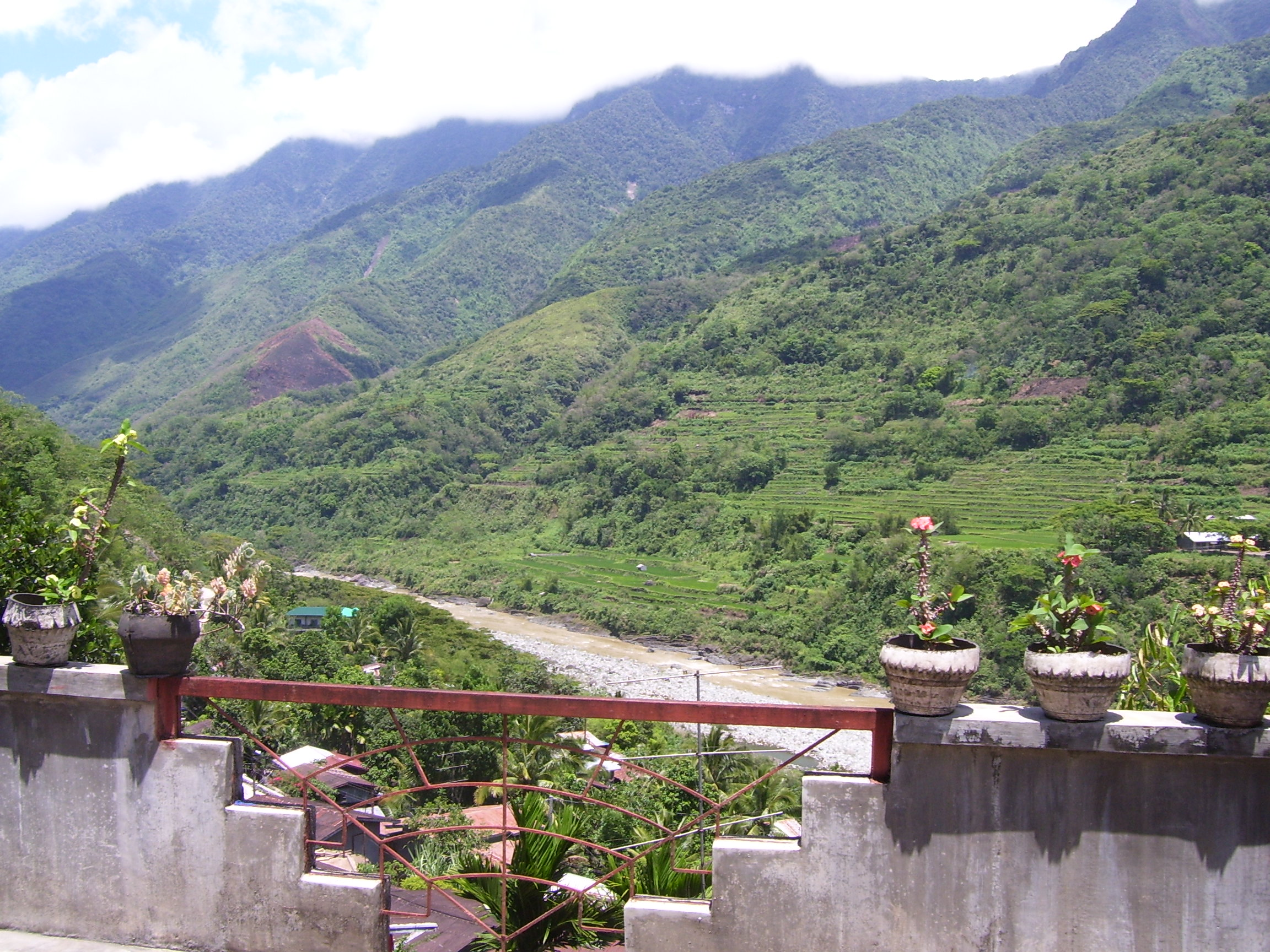